# Western Australian Open 1971
Il Western Australian Open 1970 è stato un torneo di tennis giocato sul erba. È stata la 2ª edizione del torneo, che fa parte dei Tornei di tennis maschili indipendenti nel 1971 e dei Tornei di tennis femminili indipendenti nel 1971. Si è giocato a Perth in Australia, 29 dicembre 1970 al 4 gennaio 1971.

## Campioni

### Singolare maschile
Aleksandre Met'reveli ha battuto in finale  John Alexander con il punteggio di 7–5 6–2 6–2

### Doppio maschile
Syd Ball /  Bob Giltinan hanno battuto in finale  Aleksandre Met'reveli /  John Barlett 10-8 6–3 6–3

### Singolare femminile
Margaret Smith-Court ha battuto in finale  Virginia Wade con il punteggio di 6–1 6–2

### Doppio femminile
Margaret Smith-Court /  Evonne Goolagong Cawley hanno battuto in finale  Winnie Shaw /  Virginia Wade con il punteggio di 6–4 7–5